# 엄흔 (전한)
엄흔(嚴訢, ? ~ 기원전 10년)은 전한 말기의 관료로, 자는 자경(子慶)이다.

## 생애
영시 3년(기원전 14년) 12월, 산양에서 소령(蘇令) 등 228명이 장리(長吏)를 죽이고 병기를 탈취하여 스스로 장군이라 일컬으며, 군국을 약탈하고 동군태수와 여남도위(汝南都尉)를 죽이니, 성제는 승상장사와 어사중승(御史中丞)에게 부절을 주고 파견하여 소령 등을 수배하였다. 여남태수 엄흔은 이들을 잡아 죽인 공로로 대사농으로 승진하고 황금 100근을 받았다.
원연 3년(기원전 10년), 재임 중 죽었다.

## 출전
- 반고, 《한서》
  - 권10 성제기
  - 19하 백관공경표 下

| 전임 주박 | 전한의 대사농 기원전 13년 ~ 기원전 10년 | 후임 요 |